# Joaquín Viola
Joaquín Viola Sauret (Cebreros, 26 de junio de 1913-Barcelona, 25 de enero de 1978) fue un político español, ex-alcalde de Barcelona. Su asesinato junto a su mujer Montserrat Tarragona en 1978 por el Front Nacional de Catalunya conmocionó a la sociedad catalana en los primeros años de la Transición.

## Biografía
Nació el 26 de junio de 1913 en Cebreros, provincia de Ávila.
Era hijo de un Registrador de la Propiedad oriundo de la localidad ilerdense de Balaguer que en aquellos momentos desempeñaba la función pública en dicha localidad abulense. Cuando contaba dos meses, su familia regresó a Cataluña. Cursó el bachillerato en la Seo de Urgel (Lérida). Durante su juventud frecuentó ambientes estudiantiles católicos y de derechas. El comienzo de la guerra civil española le sorprende en zona republicana. Al tener la intención de unirse a la causa del general Franco, huye hacia Francia para a continuación regresar a Pamplona, en la Zona sublevada. Luchó con el ejército sublevado contra la II República y fue herido en la batalla de Teruel (lo que le hizo pertenecer al grupo de los llamados caballeros mutilados). Finalizada la guerra, se licenció en Derecho por la Universidad de Barcelona y se doctoró en Derecho por la Universidad Central de Madrid. Comenzó a preparar las oposiciones a Registrador de la Propiedad poco antes de terminar la guerra civil española y las aprobó en 1941. Ejerció como registrador de la Propiedad en Solsona (Lérida), la Seo de Urgel y Barcelona. En el pueblo natal de su padre conoció a su mujer, Montserrat Tarragona Corbella, que era hermana del procurador en Cortes Eduardo Tarragona Corbella. Tuvo cinco hijos. En 1954 fue miembro del Consejo de Administración del Banco de Madrid en Barcelona, donde hizo amistad con José María de Porcioles. Fue asimismo secretario durante cuatro años del Fútbol Club Barcelona (escribió un "Libro Blanco" sobre las finanzas del club). Por último, fue también Presidente del Consejo de Administración de Productoras Eléctricas Urgelenses y accionista del Diario de Lérida (actualmente denominado Diario Lleida).

## Actividad política
Su actividad política relevante comienza en 1967, cuando es elegido procurador en Cortes por la provincia de Lérida por el tercio familiar. En 1971 renueva su mandato y es nombrado consejero del Reino. En su actividad política, se caracterizó por la defensa de la lengua catalana en el debate parlamentario sobre la Ley de Educación de 1970. En 1972 apoyó lo que entonces se llamaba "regionalización", con un órgano superior a las cuatro diputaciones catalanas con competencias, considerando que no había nada que se le opusiera en las Leyes Fundamentales. Se posicionó, asimismo, a favor de la inscripción de los nombres en catalán en el Registro Civil, que finalmente se aprobaría en 1976.
El 18 de septiembre de 1975, el entonces gobernador civil de la provincia de Barcelona, Rodolfo Martín Villa, lo nombra alcalde de Barcelona. Su mandato fue breve y convulso, caracterizado por la oposición de las asociaciones vecinales. El entonces presidente del Gobierno, Adolfo Suárez, lo destituyó en diciembre de 1976. Después fue director general de la Administración Local. En las elecciones generales españolas de 1977 presenta su candidatura al Senado de España por Lérida, pero no fue elegido.

## Asesinato
Alejado de la política, fue brutalmente asesinado el 25 de enero de 1978 junto a su mujer. Tres hombres y una mujer enmascarados entraron violentamente en el domicilio del matrimonio Viola Tarragona a las ocho y media de la mañana, armados con pistolas y metralletas. Además del matrimonio, se encontraban dos de sus hijos y la novia de uno de estos; y Rosa, empleada del servicio doméstico. Dos de los asesinos introdujeron al matrimonio en la habitación, tras haber atado a todos los que se encontraban en la casa y golpeado a Rosa. Quince minutos después se produjo una explosión, que propició que todos los terroristas huyeran del domicilio de la familia Viola Tarragona (uno de ellos con la cara manchada de sangre). La explosión fue de tal magnitud que decapitó al antiguo alcalde de Barcelona y dejó a su esposa con el cráneo abierto. Los terroristas habían dejado en la mano de Joaquín Viola un papel en el que se exigía una cantidad de dinero y la forma de conseguir que le fuera extraída una bomba que le habían adosado al pecho. Las investigaciones concluyeron que el mecanismo de la bomba adosada al torso del exalcalde de Barcelona era defectuoso, falló y explotó. Se descartó la hipótesis de que intentara arrancarse la bomba, porque las manos de los cadáveres no presentaban ninguna herida.
Diversos grupos terroristas de extrema izquierda, activos en la época, se desmarcaron del asesinato. Debido a la total similitud que presentó este atentado terrorista con el asesinato del empresario José María Bultó, el atentado se atribuyó al grupo terrorista catalán Exèrcit Popular Català (EPOCA). Esta banda disponía de una lista negra de cien nombres de burgueses catalanes, en las que aparecían tanto los Bultó como los Viola. Tres días después, el diario La Vanguardia informaba que los hijos de Viola sí identificaron como coautor del crimen a Carlos Sastre Benlliure. En 1987 se le condenó a 48 años de prisión por el doble asesinato. Pero en dicho juicio seguido en contra de los acusados se cometieron muchas irregularidades. Tantas, que la Comisión de Derechos Humanos de Estrasburgo acabó emitiendo un dictamen, en contra de esa sentencia, que dejaba en entredicho la supuesta culpabilidad de los citados. Se acabó atribuyendo el asesinato al Frente Nacional de Cataluña · Front Nacional de Catalunya.